# 小说月报 (1910年)
《小说月报》是由商务印书馆出版的一份文學雜誌，出版地點位於上海市。該雜誌於1910年7月创刊，當時的主编是惲鐵樵、王莼农。  1921年1月，茅盾出任該雜誌的主编。1932年一·二八事變爆發後小说月停刊。